# Tetraena aegyptia
Tetraena aegyptia är en pockenholtsväxtart som först beskrevs av Hosny, och fick sitt nu gällande namn av Beier & Thulin. Tetraena aegyptia ingår i släktet Tetraena och familjen pockenholtsväxter. Inga underarter finns listade i Catalogue of Life.